# Атлас хмар (роман)
«Атлас хмар» (англ. Cloud Atlas) — роман англійського письменника Девіда Мітчелла, опублікований у березні 2004 року. Роман складається з шести пов'язаних між собою історій, дія яких відбувається з середини XIX століття до далекого постапокаліптичного майбутнього. Роман отримав декілька нагород, номінувався на Букерівську премію, премію «Неб'юла» за найкращий роман та премію Артура Кларка.
2012 року вийшла екранізація роману під назвою «Хмарний атлас».

## Сюжет
Роман складається з шести пов'язаних між собою історій, кожну з яких читає або дивиться головний герой наступної. Перші п'ять історій перериваються у ключовий момент. Після шостої історії, попередні історії закінчуються у зворотньому хронологічному порядку, і кожна закінчується тим, що головний герой читає або дивиться хронологічно попередню історію. Кожна історія містить документ, фільм або переказ, що з'являється у попередній історії.

### Тихоокеанський щоденник Адама Юїнга (частина 1)
Перша історія починається на Чатемських островах у 1850 році під час Каліфорнійської золотої лихоманки, де Адам Юїнг, простодушний нотаріус з Сан-Франциско, чекає, коли відремонтують його корабель. Юїнг бачить, як наглядач з племені маорі січе раба з племені моріорі. Під час покарання, жертва Аутуа бачить в очах Адама Юїнга жалість та посміхається. Пізніше Юїнг підіймається на високий пагорб, який називається Конічний Пік, та спотикається і падає у його кратер, де він опиняється в оточенні облич, висічених на деревах. Думаючи, що ті, хто вирізали обличчя повинні були виходити з кратеру, Юїнг тікає. Коли корабель відпливає, доктор Гуз, єдиний друг Юїнга на борту, обстежує поранення, які Адам отримав на вулкані. Коли Юїнг згадує своє хронічне захворювання, лікар діагностує, що це смертельний паразит, та рекомендує курс лікування. Тим часом Аутуа ховається у каюті Юїнга, який розповідає про це капітану корабля. Аутуа показує себе першокласним моряком, після чого капітан дозволяє моріорі працювати на кораблі під час рейсу на Гаваї.

### Листи з Зедельгема (частина 1)
Наступна історія відбувається у вигаданому місті Зедельгем, неподалік від Брюгге, Бельгія, у 1931 році. Вона розповідається у формі листів від Роберта Фробішера, бідного бісексуального молодого англійського музиканта, від якого всі відреклися, його коханцю Руфусу Сіксміту. Фробішер приїжджає до Зедельгему, щоб стати асистентом колись великого музиканта Вівіана Ейрса, який помирає від сифілісу та майже осліп. Незабаром Фробішер створює композицію «Der Todtenvogel» (укр. Птах смерті) з базової мелодії, яку йому дає Ейрс. Її виконують щоночі у Кракові і Ейрса дуже прославляють. Фробішер пишається цим та знову починає створювати власну музику. Фробішер та Джокаста, дружина Ейрса, стають коханцями, але її донька Єва йому не довіряє. Фробішер продає рідкісні книги з колекції Ейрса скупнику краденого, серед яких і перша половина «Тихоокеанського щоденника Адама Юїнга», яку він прочитав і підозрює, що доктор Гуз отруює Юїнга. Одного разу Фробішер записує музику Ейрса, на яку його надихнув сон про кошмарне кафе, де всі офіціантки мали однакові обличчя та їли мило. Коли літо закінчується, Джокаста дякує Фробішеру за те, що він «повернув Вівіану його музику», і Фробішер погоджується залишитися у них до наступного літа.

### Періоди напіврозпаду. Перше розслідування Луїзи Рей (частина 1)
Третя історія написана у стилі детективного трилеру та відбувається у вигаданому місті Буенас-Єрбас, штат Каліфорнія, у 1975 році. Молода журналістка Луїза Рей зустрічає фізика Руфуса Сіксміта, з яким вона застрягла у ліфті. Вона розповідає йому про свого покійного батька, одного з небагатьох непідкупних поліцейських у місті, який став відомим військовим кореспондентом. Сіксміт розповідає Луїзі, що він занепокоєний тим, що прибрежна атомна електростанція крупної корпорації може бути небезпечною. Пізніше його знаходять мертвим та вважають, що він наклав на себе руки. Луїза вважає, що керівництво електростанції вбиває тих, хто може щось розповісти про її небезпеку. У номері Сіксміта в готелі Луїза отримує листи Фробішера. Працівник електростанції дає їй копію звіту Сіксміта, після чого вибухає літак, у якому знаходився чоловік. До того як Луїза має можливість повідомити про те, що вона з'ясувала щодо електростанції та вбивств, її переслідує вбивця, якого найняло керівництво станції, та штовхає її з моста разом зі звітом Сіксміта.

### Страшний суд Тімоті Кавендіша (частина 1)
Четверта історія має комічний стиль та відбувається у Великій Британії у наші дні (приблизно 2004 рік). 65-річний видавець Тімоті Кавендіш тікає від братів свого клієнта-гангстера, продажі книги якого піднялися після вбивства літературного критика. Вони погрожують застосувати силу, якщо він не задовольнить їх грошовим вимогам. Брат Тімоті, розсерджений його проханнями допомогти грошима, записує його до суворого будинку для літніх людей. Тімоті підписує документи з опіки, думаючи, що він реєструється в готелі, в якому планує лишатися, доки не вирішаться його особисті та фінансові проблеми. Дізнавшись правду про те, що він тут на необмежений час, не може спілкуватись ні з ким поза межами будинку та повністю контролюється персоналом, Кавендіш намагається втекти, але його зупиняє охорона. Тімоті коротко згадує про те, що він читав рукопис під назвою «Періоди напіврозпаду. Перше розслідування Луїзи Рей», але не був вражений. Тімоті потрохи звикає до свого нового положення, тим часом намагаючись знайти звідти вихід. Одного дня з ним трапляється припадок, після чого закінчується глава.

### Орізон Сонмі-451 (частина 1)
П'ята історія відбувається у антиутопічній футуристичній державі на території Кореї під назвою Ні-Со-Копрос, яка збудована на корпоративній культурі. Вона розповідається у формі інтерв'ю між Сонмі-451 та архівістом, який записує її історію після її арешту та суду. Було зроблено декілька граматичних та орфографічних змін, щоб показати як змінилася мова. Сонмі-451 — офіціантка-фабрикант у ресторані фаст-фуду Тата Сонга. Клони, вирощені у баках, є переважаючим джерелом дешевої робочої сили. Чистокровні (народжені звичайним шляхом) затримують свідомість фабрикантів хімічними маніпуляціями, використовуючи їжу, яка називається «мило», але обіцяють, що після 12 років рабської праці, їх відправлять на пенсію до спільноти фабрикантів у Гонолулу. Сонмі зустрічає працівників університету та студентів, які забирають її з ресторану для досліджень та хочуть допомогти їй «піднестися» (стати самосвідомою, зрівнятися з чистокровними). Вона описує, як вона дивилася фільм «Страшний суд Тімоті Кавендіша», який був знятий до якоїсь глобальної катастрофи або війни, через яку був зруйнований майже весь світ, окрім Ні-Со-Копросу (Східна Азія), що передбачає «Падіння» у наступній частині «Переправа біля Слуші та все решта», у якій Ні-Со-Копрос та майже всі технологічні навички людства пішли крахом, а майже вся територія планети стала «мертвою землею», повною захворювань, руїн та радіаційного забруднення. Під час сцени з припадком Кавендіша, студент перериває Сонмі та її рятівника Хе Джу, щоб сказати, що професора Мерфі заарештували, та що поліція має ордери на допит Хе Джу та вбивство Сонмі. Хе Джу відкриває, що вони є членами таємного антиурядового повстанського руху, який називається «Союз».

### Переправа біля Слуші та все решта
Шоста історія займає центральну позицію у книзі та є єдиною, що не переривається. Дія відбувається у постапокаліптичному майбутньому на Великому острові Гавайського архіпелагу. Старий чоловік Закрі розповідає історію зі своєї молодості, говорячи на вигаданому майбутньому діалекті англійської мови. Його люди — народ долини, мирні фермери, на яких часто нападає плем'я Кона — рабовласники-канібали. Закрі відчуває моральні сумніви, помилково звинувачуючи себе у смерті свого батька, що трапилася багато років тому. Народ Закрі поклоняється богині на ім'я Сонмі та згадує «Падіння», під час якого цивілізовані люди Землі були знищені, а ті, хто лишилися живими, опустилися до примітивізму. Інколи Великий острів відвідують та досліджують технологічно досвідчені люди, яких називають Пророки. Жінка з Пророків на ім'я Меронім оселяється з сім'єю Закрі, щоб досліджувати їхні звичаї. Закрі не довіряє Меронім, вважаючи, що її народ завойовує довіру народу долини, щоб потім заподіяти їм шкоду, тому потайки заходить до її кімнати, де знаходить орізон — пристрій у формі яйця для запису та голографічних відеоконференцій. Пізніше сестру Закрі Кеткін жалить скорпена і він вмовлює Меронім порушити правила її племені та дати Кеткін ліки, щоб врятувати її від смерті. Коли Меронім пізніше шукає провідника до вершини вулкану Мауна-Кеа, Закрі з небажанням погоджується та приводить її до руїн обсерваторії Мауна-Кеа. Там Меронім пояснює Закрі що таке орізон та розкриває йому історію Сонмі з попередньої глави. Після їх повернення, Закрі, Меронім та більшість народу долин йдуть на торги до Гонокаа, але на людей Закрі нападає плем'я Кона, яке завойовує територію. Закрі та Меронім вдається втекти і вона пропонує йому піти з її людьми, але він каже, що не може. Його поранено та його доставляють на безпечний острів. В кінці історії син Закрі згадує, що його батько розповідав багато неймовірних казок, але ця історія може бути правдою, так як він успадкував копію орізону Сонмі від Закрі, яку він часто дивиться, хоча й не розуміє її мову.

### Орізон Сонмі-451 (частина 2)
Хе Джу потайки проводить Сонмі на корабель, де вона спостерігає, як фабрикантів, що закінчили свою роботу в ресторані Тата Сонга, замість того, щоб відвезти до Гонолулу, вбивають та перероблюють на мило, яке є їжею фабрикантів. Повстанці планують підняти самосвідомість усіх фабрикантів і, таким чином, залишити корпоративний уряд без робочої сили. Сонмі пише серію аболіціоністських Декларацій, які закликають до бунту. Вона вплітає в Декларації теми жадібності та гніту, підняті у щоденниках Адама Юїнга, та погоджується з його ідеями, що якщо дозволити панування жадоби та корупції, дозволити переважати егоїстам над слабшими, то це знищить усе. Після цього її заарештовують і вона розповідає свою історію архівісту. Сонмі вважає, що все, що трапилось з нею, було сплановане урядом, щоб викликати страх та ненависть у чистокровних до фабрикантів. Вона думає, що «Союз» керується урядом, щоб за повстанцями можна було спостерігати та контролювати їх. Однак, навіть знаючи, що вона буде страчена, Сонмі відчуває, що суд над нею та її опубліковані Декларації надихнуть того, хто одного дня все змінить. Перед смертю вона хоче додивитися «Страшний суд Тімоті Кавендіша», у якості останнього бажання засудженого, що вона ймовірно робить.

### Страшний суд Тімоті Кавендіша (частина 2)
Майже повністю оговтавшись після легкого удару, Кавендіш зустрічає групу людей, які теж прагнуть утекти з будинку: Ерні, Вероніку та дуже старенького містера Мікса. Разом з ними, він викрадає машину сина одного з мешканців будинку. Вони тікають на машині та зупиняються у барі, щоб відсвяткувати перемогу. Там їх майже хапають працівники будинку для літніх людей, але містер Мікс закликає місцевих відвідувачів бару допомогти їм. Згодом з'ясовується, що секретарка Кавендіша шантажувала гангстерів відеозаписом, на якому вони атакують їх офіс, що дозволяє Тімоті безпечно повернутися до свого колишнього життя. Після цього до нього потрапляє друга половина рукопису про Луїзу Рей. Він має намір опублікувати рукопис, а також думає покласти свої нещодавні пригоди в основу сценарію фільму.

### Періоди напіврозпаду. Перше розслідування Луїзи Рей (частина 2)
Рей вдається вилізти з машини, що тоне, але вона втрачає звіт. Коли газету, де працює Луїза, купляє дочірня компанія корпорації, що володіє електростанцією, її звільняють і вона вважає, що в ній більше не бачать загрози. Вона замовляє копію маловідомого секстету «Хмарний атлас» Фробішера, про який вона прочитала у його листах, і дуже здивована тим, що вже його чула, хоча це дуже рідкісний музичний твір. Проте вбивця Смоук ще переслідує Луїзу та приманює її копією звіту Руфуса Сіксміта. Охоронець Джо Нейпір, який знав її батька, рятує Луїзу, і Смоук та Нейпір вбивають один одного під час стрілянини. Пізніше Рей публічно викриває корумповане керівництво корпорації. Наприкінці історії Луїза отримує пакунок від племінниці Сіксміта, у якому знаходяться інші вісім листів Роберта Фробішера Руфусу Сіксміту.

### Листи з Зедельгема (частина 2)
Фробішер продовжує працювати з Ейрсом, тим часом створюючи свій власний секстет «Хмарний атлас». Він починає закохуватись у дочку Ейрса Єву, після того, як вона зізнається йому, що у декого закохана, хоча він все ще лишається коханцем її матері. Джокаста починає це підозрювати та погрожує йому, що зруйнує його життя, якщо він навіть гляне на її дочку. Ейрс займається плагіатом сміливіше, вимагаючи, щоб Фробішер тепер створював повні уривки, які хоче видати за свої. Ейрс також повідомляє Фробішера, що якщо він піде, він заявить, що Роберт зґвалтував Джокасту. У відчаї, Фробішер усе одно покидає будинок Ейрса та знаходить готель неподалік, де працює над своїм секстетом та сподівається бути разом з Євою. Він переконує себе у тому, що її батьки хочуть їх роз'єднати, але коли він нарешті має змогу з нею поговорити, він розуміє, що чоловік, у якого закохана Єва — не він, а її наречений зі Швейцарії. Психічно та фізично хворий, Фробішер вирішує вбити себе, так як закінчив роботу свого життя і не бачить більше сенсу існування. До того, як накласти на себе руки у ванні, він пише свій останній лист Сіксміту, до якого включає свій секстет та «Тихоокеанський щоденник Адама Юїнга».

### Тихоокеанський щоденник Адама Юїнга (частина 2)
Юїнг відвідує острів Раіатеа (острови Товариства), де він бачить, як місіонери утискають корінні народи. На кораблі його стан погіршується і в останній момент Юїнг розуміє, що доктор Гуз його отруює, щоб привласнити собі його речі. Його рятує Аутуа і Юїнг вирішує приєднатись до руху аболіціонізму. У завершенні (свого журналу та книги взагалі) Юїнг пише, що історія керується результатами жорстоких та доброчесних вчинків, та уявляє, що на те, що він став аболіціоністом, його тесть відреагує застереженням, що життя Адама — лише крапля в океані, але відповідь Юїнга така: «А що таке океан, як не безліч крапель?».

## Критика
«Хмарний атлас» отримав позитивні відгуки від більшості критиків, які вважають, що Мітчеллу вдалося успішно переплести шість історій. Кейлі Оакс з BBC сказала, що хоча структура книги може бути складною для читача, «Девід Мітчелл узяв шість дуже різних історій … та злив їх в одну фантастичну і складну роботу.» Журнал «Kirkus Reviews» назвав книгу «істинно блискучою розповіддю». Лора Міллер з «Нью-Йорк Таймс» порівняла її з «ідеальним кросвордом», який було важко, але весело читати. Хефзіба Андерсон з газети «Обсервер» назвала роман «хвилюючим» та позитивно відгукнулася про зв'язок між усіма історіями. Письменниця та лауреат Букерівської премії Антонія Баєтт у своєму відгуку для газети «Гардіан» написала, що книга дає «повне розповідне задоволення, що буває рідко». Джефф Таррентін з газети «Вашингтон пост» назвав її «дуже задовільною та надзвичайно продуманою, крім того розширюючою жанр „книги-головоломки“». Щотижневик «The New Yorker» назвав роман «віртуозним». Літературний критик та теоретик марксизму Фредрік Джеймсон розглянув роман як науково-фантастичну переосмислену варіацію історичного роману «визначеного його відношенням до майбутнього так само, як і до минулого». Річард Мерфі з журналу «Review of Contemporary Fiction» каже, що Мітчелл узяв основні цінності своїх попередніх романів та побудував на них новий.
Критика роману зосередилася на нездатності книги задовольнити свої високі цілі. Роберт К. Дж. Кіллхеффер з журналу «Fantasy & Science Fiction» високо оцінив «талант і винахідливість та готовність прийняти будь-яку манеру або голос» Мітчелла, але відмітив, що «попри всю приємність, „Хмарному атласу“ не вистачає революційності». Газета «Дейлі телеграф» дала роману змішаний відгук, зосередивши увагу на зіткненні тем, Тео Тайт відмітив, що "«Хмарний атлас» проводить половину свого часу прагнучи бути «Сімпсонами», а іншу — «Біблією»».

## Структура та стиль
В інтерв'ю Мітчелл сказав, що назвати роман «Хмарний атлас» його надихнув однойменний музичний твір японського композитора-авангардиста Тосі Ітіянагі: «Я купив диск лише через красиву назву». На назву свого попереднього роману «Сон №9» (англ. number9dream) Мітчелла надихнув музичний твір Джона Леннона.
На стиль книги Мітчелла надихнув роман «Якщо подорожній одної зимової ночі» Італо Кальвіно, який містить кілька перерваних та незакінчених розповідей. Новаторством Мітчелла було додати «дзеркало» в центрі роману так, щоб кожна історія могла завершитись.
Мітчелл сказав, що на створення персонажів Вівіана Ейрса та Роберта Фробішера його надихнули англійський композитор Фредерік Діліус та його асистент Ерік Фенбі.

## Пов'язані теми
Мітчелл сказав про свою книгу:
|  | Буквально усі головні герої, крім одного, є реінкарнаціями однієї душі у різних тілах крізь весь роман, ідентифіковані родимкою...це лише символ універсальності людської природи. Сама назва «Хмарний атлас», хмара відсилає до прояву Атласу, який постійно змінюється, що є незмінною людською природою, що завжди є і завжди буде. Тож темою книги є хижаки, як особи полюють на осіб, групи на групи, нації на нації, племена на племена. Тож я просто беру цю тему та у деякому сенсі реінкарную цю тему в іншому контексті...Оригінальний текст (англ.) Literally all of the main characters, except one, are reincarnations of the same soul in different bodies throughout the novel identified by a birthmark...that's just a symbol really of the universality of human nature. The title itself "Cloud Atlas," the cloud refers to the ever changing manifestations of the Atlas, which is the fixed human nature which is always thus and ever shall be. So the book's theme is predacity, the way individuals prey on individuals, groups on groups, nations on nations, tribes on tribes. So I just take this theme and in a sense reincarnate that theme in another context... |

## Відмінності тексту
Вчений Мартін Пол Ів помітив значні відмінності у американській та британській версіях книги, коли писав наукову роботу по книзі. Він відмітив «вражаючу ступінь» відмінностей і що «одна з глав була майже повністю переписана». Згідно з Мітчеллом, відмінності з'явилися, бо американська версія не була спочатку відредагована, після того, як пішов редактор, поки Мітчелл зі своїми редакторами вносили зміни до рукопису. Однак зміни не потрапили до США. Коли новий американський редактор вносив свої зміни до рукопису, Мітчелл не застосував ці зміни до британської версії. Мітчелл сказав: «Через мою недосвідченість у моїй „кар'єрі“ з трьох книжок, мені не здалося, що наявність двох різних версій з обох боків Атлантики викликає складні питання з приводу того, яка версія є вирішальною, тож я не став переконуватися, що американські зміни потрапили до британської версії (яка вже ймовірно йшла до випуску у той час) та навпаки.»

## Екранізація
Роман був екранізований режисерами Томом Тиквером та сестрами Вачовскі. Виробництво розпочалося у вересні 2011 року у Німеччині. Фільм вийшов у Північній Америці 26 жовтня 2012 року. У жовтні 2012 року Мітчелл написав статтю для газети «Уолл-стріт джорнел» під назвою «Переклад „Хмарного атласу“ на мову фільму» (англ. Translating 'Cloud Atlas' Into the Language of Film), у якій він описує працю тих, хто займався адаптацією роману, як переклад твору на іншу мову.

## Переклади українською
Роман «Атлас хмар» Девіда Мітчела в українському перекладі Остапа Українця та Катерини Дудки був опублікований у серпні 2025 року харківським видавництвом «Жорж».